# Astrid de Norvège
 (mars 2024).
Si vous disposez d'ouvrages ou d'articles de référence ou si vous connaissez des sites web de qualité traitant du thème abordé ici, merci de compléter l'article en donnant les références utiles à sa vérifiabilité et en les liant à la section « Notes et références ».
Astrid de Norvège (en norvégien : Astrid av Norge), princesse de Norvège, née le 12 février 1932 à Oslo, est la seconde fille du roi Olav V de Norvège et de Märtha de Suède.

## Biographie
Elle est la sœur aînée d'Harald V de Norvège et la sœur cadette de Ragnhild de Norvège. En tant qu'arrière-petite-fille d'Édouard VII du Royaume-Uni, elle figure dans l'ordre de succession au trône britannique.
Le 12 janvier 1961, elle épouse Johan Ferner (1927-2015), médaille d'argent en voile aux Jeux olympiques d'été de 1952. Cinq enfants sont nés de cette union :
1. Cathrine Ferner (née le 22 juillet 1962 à Oslo, Norvège), mariée le 9 décembre 1989 à Oslo, Norvège, avec Arild Johansen (né le 18 juin 1961 à Oslo, Norvège), dont :
  1. Sebastian Ferner-Johansen (né le 9 mai 1990 à Oslo, Norvège) ;
  2. Madeleine Ferner-Johansen (née le 7 mars 1993 à Oslo, Norvège) ;
2. Benedikte Ferner (née le 27 septembre 1963 à Oslo, Norvège), mariée en premières noces le 30 avril 1994 à Oslo, Norvège, avec Rolf Woods (né le 17 juin 1963). Divorcée en 1998. Mariée en secondes noces le 2 décembre 2000 à Oslo, Norvège, avec Mons Einar Stange (né le 26 mai 1962). Séparée ;
3. Alexander Ferner (né le 15 mars 1965 à Oslo, Norvège), marié le 26 juillet 1996 à Oslo, Norvège, avec Margaret Gudmundsdottir (née le 27 mars 1966 à Reykjavik, Islande), dont :
  1. Edward Ferner (né le 28 mars 1996 en Norvège) ;
  2. Stella Ferner (née le 23 avril 1998 en Norvège) ;
4. Elisabeth Ferner (née le 30 mars 1969 à Oslo, Norvège), mariée le 3 octobre 1982 à Oslo, Norvège, avec Thomas Folke Beckmann (né le 14 janvier 1963 à Oslo, Norvège), dont :
  1. Benjamin Ferner-Beckmann (né le 25 avril 1999 à Oslo, Norvège) ;
5. Carl-Christian Ferner (né le 22 octobre 1972 à Oslo, Norvège),

Lors de l'accession au trône de son père le roi Olav (déjà veuf), la princesse Astrid de Norvège remplit le rôle de Première Dame de Norvège pendant plusieurs années, jusqu'au mariage de son frère le prince héritier Harald. À ce titre, elle a accueilli les chefs d'État et personnalités en visite en Norvège. 
Lors de ses 80 ans, l'État norvégien lui a octroyé une retraite pour services rendus au pays (elle n'avait pas de dotation jusque-là).

## Distinctions
- Grand-croix de l'ordre national du Mérite
- Grand-croix de l'ordre du Mérite du Portugal
- Grand-croix de l'ordre du Faucon

## Titres
- 12 février 1932 - 12 janvier 1961 : Son Altesse Royale la princesse Astrid de Norvège
- Depuis le 12 janvier 1961 : Son Altesse la princesse Astrid, Mme Ferner